# 양종성
양종성(1976년 10월 2일 ~)은 롯데 자이언츠의 전 야구 선수다. 부경고등학교를 졸업했다.

## 같이 보기
- 1995년 롯데 자이언츠 시즌